# Furacão Alex (2004)
O Furacão Alex foi o primeiro grande furacão de 2004 no Oceano Atlântico. Não chegou a Terra mas aproximou-se 16 km do litoral da Carolina do Norte causando inundação e ventos fortes. Alex foi considerado de categoria 3 pela Escala de Furacões de Saffir-Simpson com ventos de 178 a 210 km/h.
O furacão se formou nas Bahamas, alcançando estado de depressão tropical no dia 31 de julho de 2004, em 1 de agosto com ventos suficientes para se classificado como uma tempestade tropical.
Em 3 de agosto, oficialmente foi designado como um furacão. Alex continuou a fortalecer, tornando-se de categoria 2. O estrago foi limitado a inundação e ventanias calculando prejuízos de 2,4 milhões na Carolina do Norte, com um total de prejuízos de aproximadamente cinco milhões de dólares, somando uma vítima morta pelo ocorrido.
Em 4 de agosto moveu-se mar a dentro e contrariando as previsões  de que começaria a enfraquecer, ele se fortaceu chegando a ventos de 120 mph (195 km/h), um furacão de categoria 3.
Em 6 de agosto, Alex foi se enfraquecendo e classificado como uma tempestade extratropical, onde acabou sua atividade.